# Pikisaari (Oulu)
Pikisaari (en finnois : Pikisaaren kaupunginosa) est un  quartier du district de Tuira de la ville d'Oulu en Finlande.

## Description
Le quartier de Pikisaari se compose des îles de Pikisaari et Korkeasaari qui sont reliées à la suite du rebond post-glaciaire. 
Le quartier de Pikisaari est situé près du centre-ville d'Oulu dans l'estuaire du fleuve Oulujoki entre la place du marché d'Oulu et l'île de Hietasaari.
Le quartier compte 221 habitants (31.12.2018).
De nos jours, Pikisaari est un foyer d’artistes et d’artisans. À la fin des années 1970, la ville d’Oulu a cédé le site d’une ancienne filature de laine à l’École des arts et métiers de Oulu. En plus des anciens bâtiments de l'usine de à laine, un nouveau bâtiment d'école est construit en 1980. 
L'école est maintenant une unité du lycée professionnel d'Oulu.

## Galerie

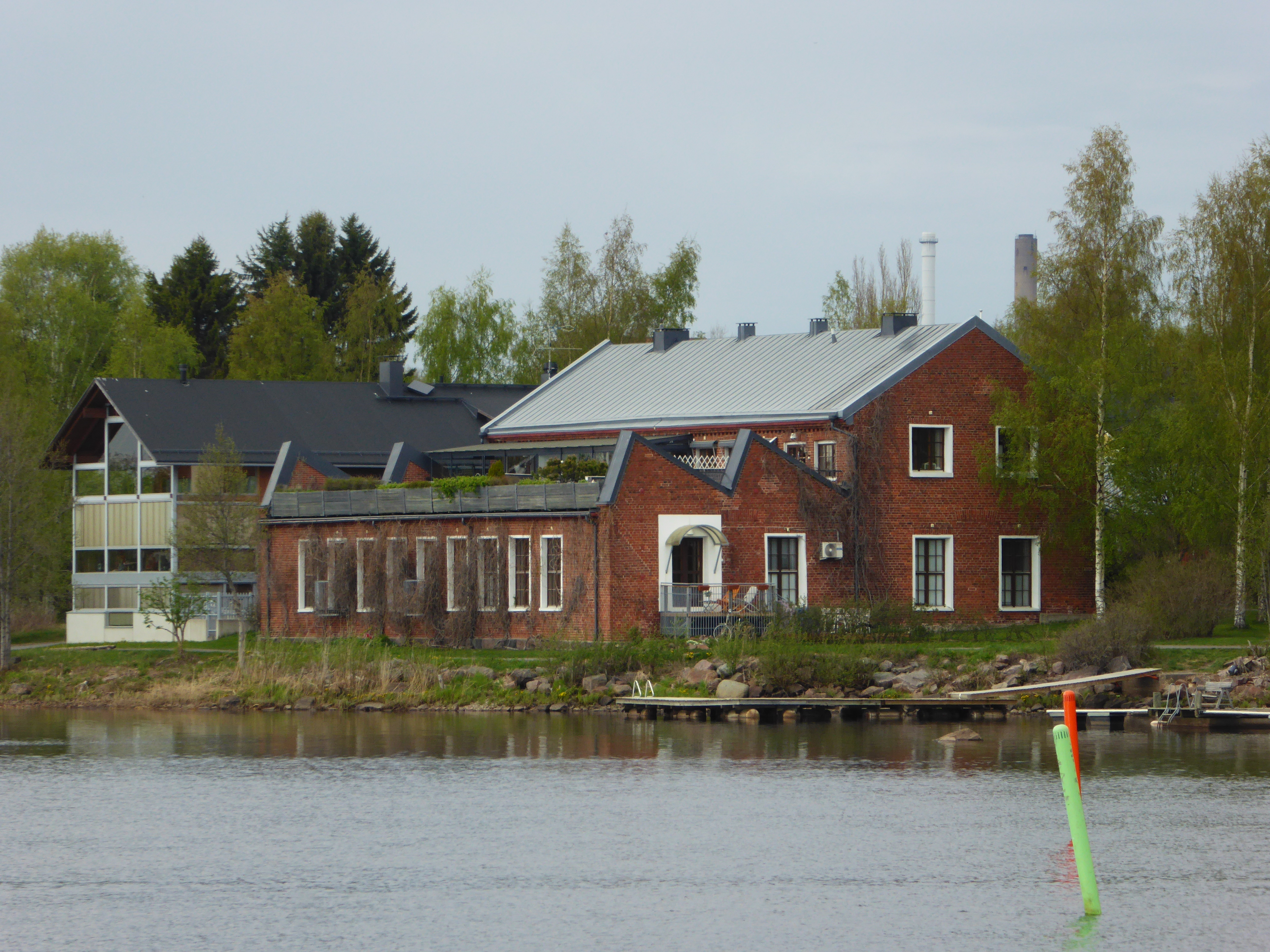
Pikisaari.
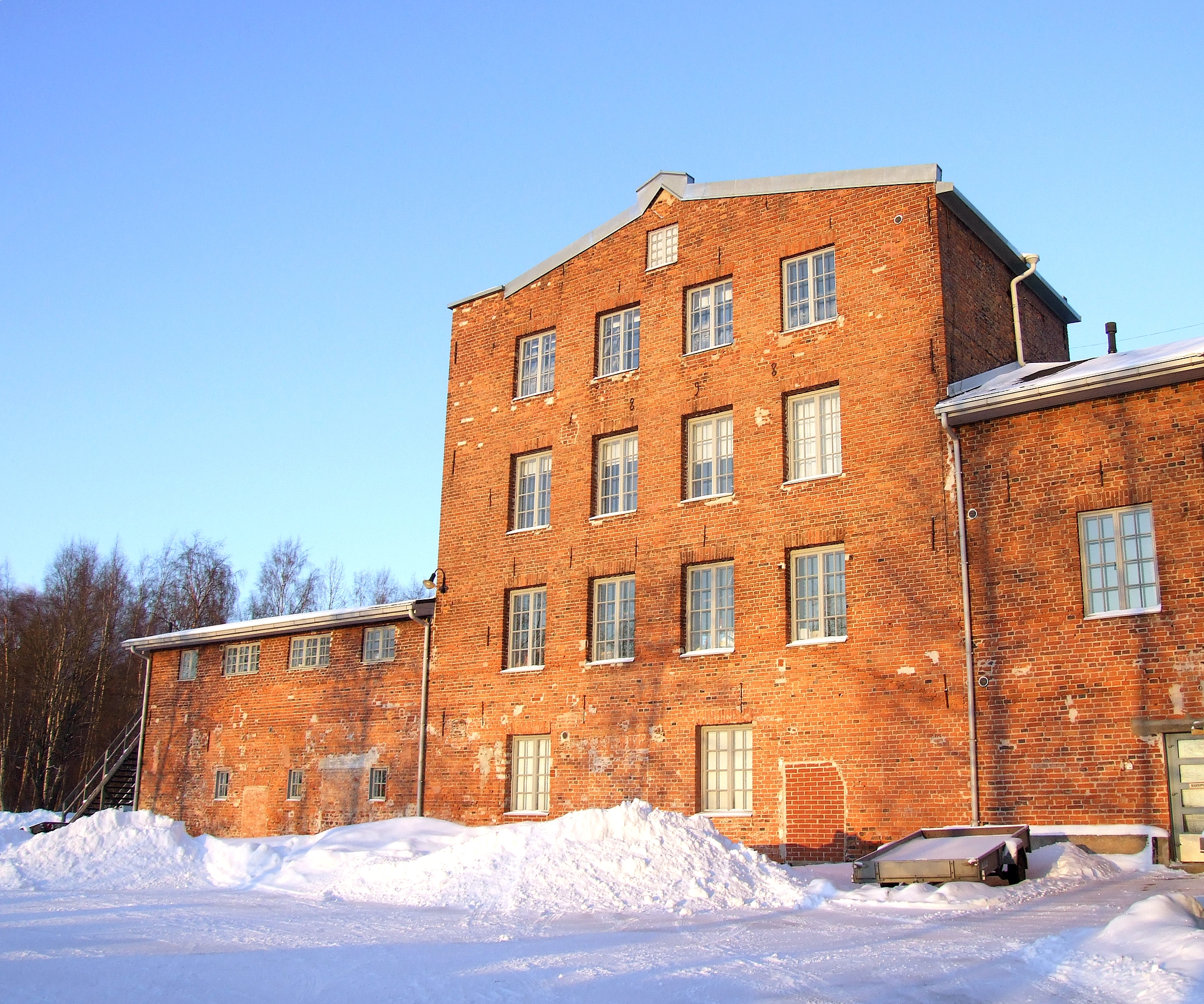
L'ancienne usine de laine, de nos jours maison d'artistes.
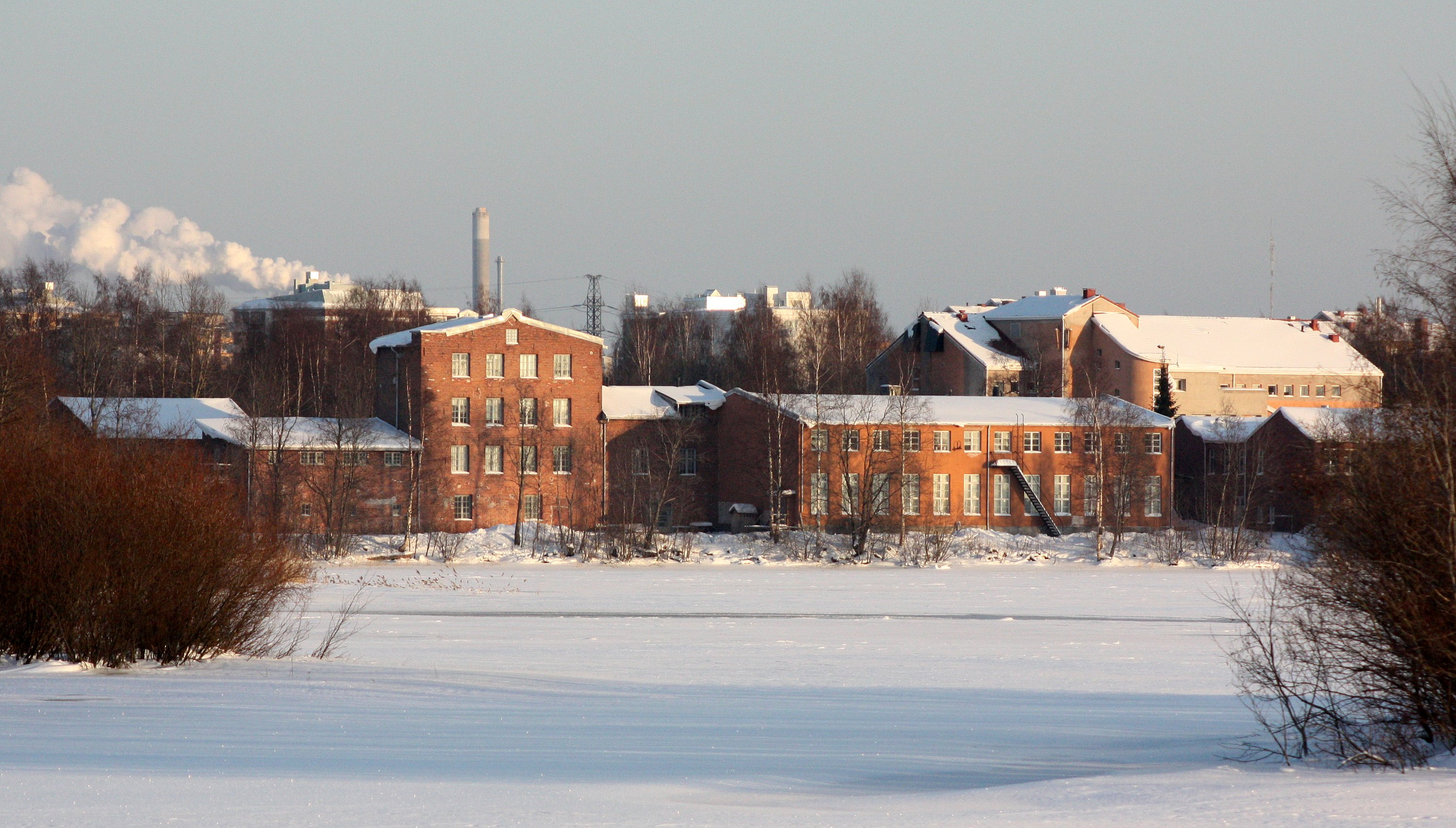
L'ancienne usine de laine.
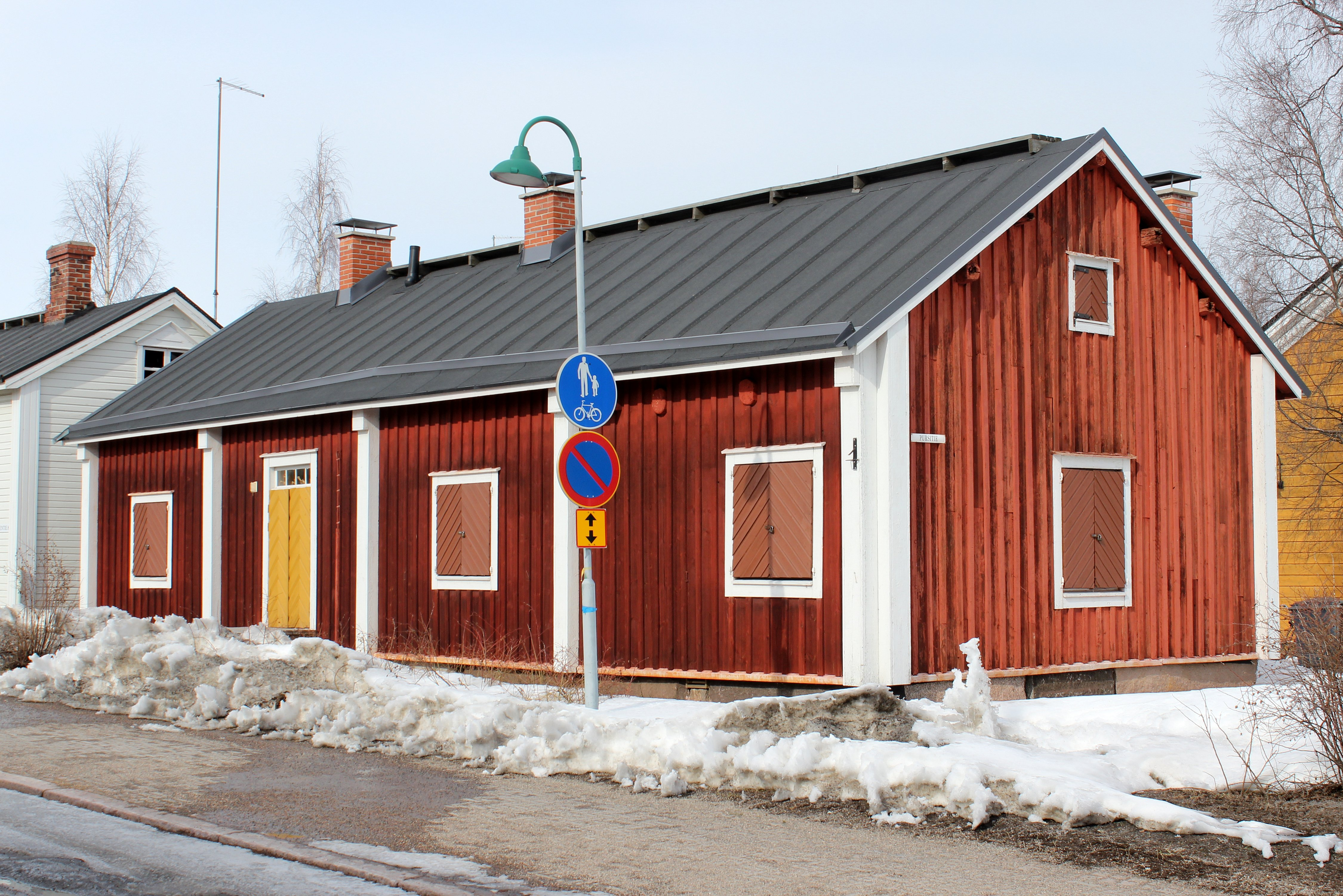
Musée de la maison des marins.